# 高崎紗緒梨
高崎 紗緒梨（たかさき さおり、1987年3月21日 - ）は、日本の元女子バレーボール選手。

## 来歴
富山県富山市出身。小学1年生からバレーボールを始める。高岡商業高校1年生の時に全日本ユースに選出され、2年生の時の春高バレーで高岡商をベスト8に導いた。その後全日本ジュニアに選出され、2004年アジアジュニア選手権準優勝、2005年世界ジュニア選手権を経験した。
2005年、NECレッドロケッツに入部。2010年6月退部。
2010年、日立リヴァーレに移籍した。2012年5月、同社を退社。

## 人物・エピソード
- 小学校時代に描いていた夢については「小学校の時の未来予想図では16歳で結婚して、18歳で子供が産まれているはずだったのに…」と語っている。また高岡商業高校のバレー部入部時には「普通のOLになりたい」と語っている。両親にNEC入社のお祝いを聞かれた時には「ミシンが欲しい」と答えた[2]。
- チャレンジリーグ・KUROBEアクアフェアリーズに所属していた高崎由佳梨は実姉である。

## 所属チーム
- 堀川南小
- 堀川中
- 富山県立高岡商業高等学校
- NECレッドロケッツ（2005-2010年）
- 日立リヴァーレ（2010-2012年）

## 個人成績
Vリーグ及びVプレミアリーグレギュラーラウンドにおける個人成績は下記の通り。
| シーズン | 所属 | 出場 | 出場   | アタック | アタック | アタック | アタック | ブロック | ブロック | サーブ | サーブ | サーブ | サーブ | レセプション | レセプション | 総得点 | 備考 |
| -------- | ---- | ---- | ------ | -------- | -------- | -------- | -------- | -------- | -------- | ------ | ------ | ------ | ------ | ------------ | ------------ | ------ | ---- |
| シーズン | 所属 | 試合 | セット | 打数     | 得点     | 決定率   | 効果率   | 決定     | /set     | 打数   | エース | 得点率 | 効果率 | 受数         | 成功率       | 総得点 | 備考 |
| 2005/06  | NEC  | 27   | 59     | 235      | 72       | 30.6%    | %        | 8        | 0.14     | 157    | 5      | 3.18%  | 12.5%  | 42           | 52.4%        | 85     |      |
| 2006/07  | NEC  | 27   | 18     | 45       | 12       | 26.7%    | %        | 1        | 0.06     | 17     | 0      | 0.00%  | 4.4%   | 9            | 55.6%        | 13     |      |
| 2007/08  | NEC  | 27   | 7      | 17       | 3        | 17.6%    | %        | 0        | 0.00     | 3      | 0      | 0.00%  | 0.0%   | 6            | 66.7%        | 3      |      |
| 2008/09  | NEC  | 0    | 0      | 0        | 0        | 0.0%     | %        | 0        | 0.00     | 0      | 0      | 0.00%  | 0.0%   | 0            | 0.0%         | 0      |      |
| 2009/10  | NEC  | 0    | 0      | 0        | 0        | 0.0%     | %        | 0        | 0.00     | 0      | 0      | 0.00%  | 0.0%   | 0            | 0.0%         | 0      |      |
| 通算     | 通算 | 81   | 84     | 297      | 87       | 29.3%    | %        | 9        | 0.11     | 177    | 5      | 2.82%  | 11.5%  | 57           | 54.4%        | 101    |      |

※日立リヴァーレ在籍時のデータは、チャレンジリーグの為記載せず。